# 350-talet

## Händelser
- 350 - Hunnerna invaderar Persien och Indien.
- 351 - I Indien upptäcker man en ny procedur som möjliggör framställandet av socker ur sockerrör.
- 352 - För första gången noteras en supernova i Kina.
- 356 - Vördandet av icke-kristna bilder förbjuds i Romarriket.
- 356 - Constantius II utfärdar en förordning om att alla hedniska tempel i hela Romarriket skall stängas.
- 356 - Den första Peterskyrkan i Rom börjar byggas.

## Födda
- 259 - Stilicho, romersk general
- 259 - Godigisel, kung över vandalerna

## Avlidna
- 350 – Constans, kejsare av Rom.
- 12 april 352 – Julius I, påve.
- 18 augusti 353 – Decentius, kejsare av Rom.